# Graham Lewis
Edward Graham Lewis, född 22 februari 1953, Grantham, Lincolnshire, är en engelsk musiker.
Graham Lewis är basist i det engelska postpunkbandet Wire. Under 1980-talet släppte han ett soloalbum. Namnet han använde under solokarriären var He Said. Tjugo år senare började han ett nytt projekt med Bob hund-sångaren Thomas Öberg, under namnet He Said 27#11.
Lewis är bosatt i Uppsala i Sverige med sina två barn och fru.
Graham Lewis är far till musikern Klara Lewis.